# Portret Gaspara Melchora de Jovellanosa (1798)

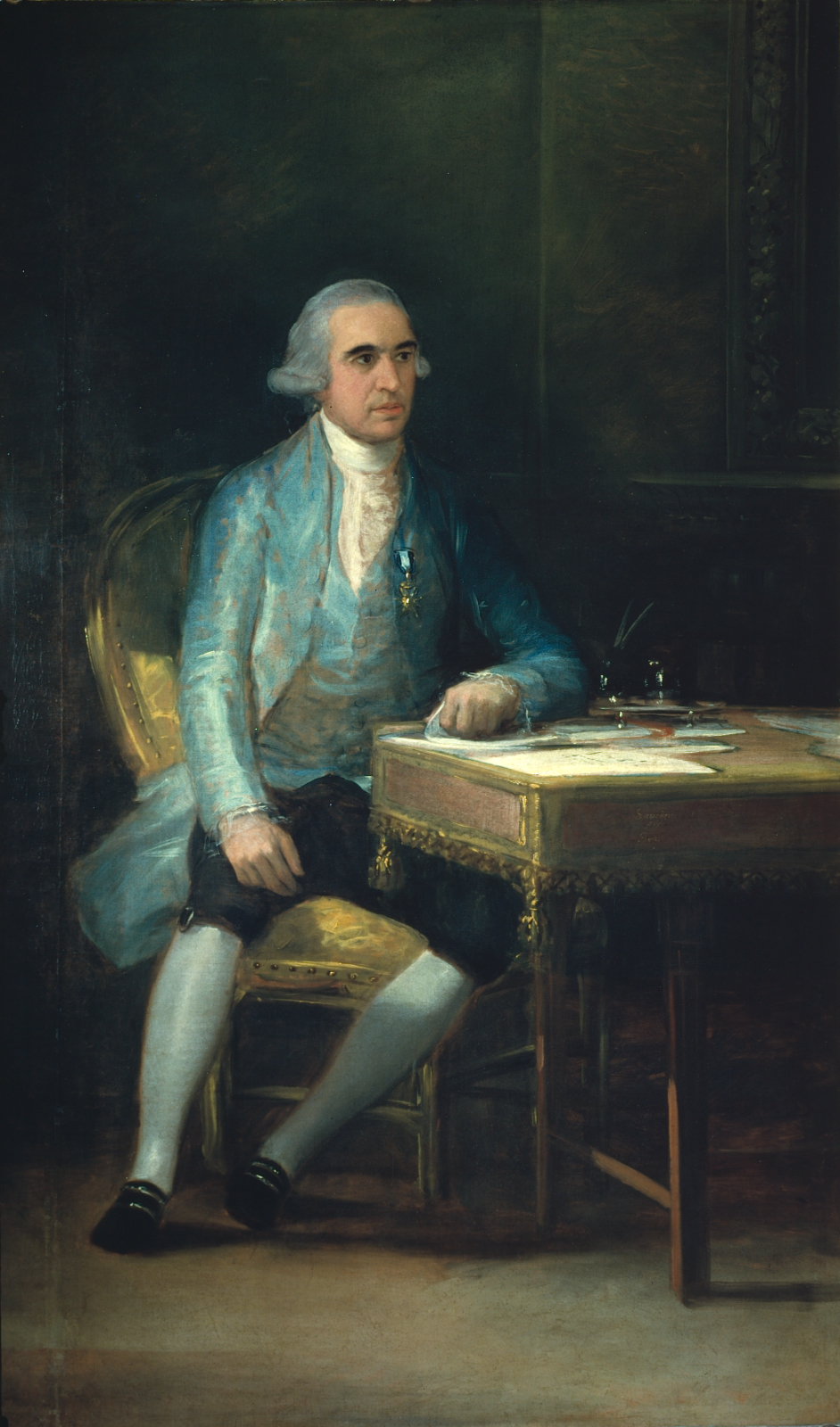
Portret Francisca de Saavedry zamówiony przez Jovellanosa w 1798 roku

Portret Gaspara Melchora de Jovellanosa (hiszp. Gaspar Melchor de Jovellanos) – obraz olejny hiszpańskiego malarza Francisca Goi (1746–1828). Portret przedstawia Gaspara Melchora de Jovellanosa (1744–1811), hiszpańskiego męża stanu, poetę i człowieka oświecenia. Przedstawiony w zamyśleniu i melancholijnej pozie Jovellanos to paradygmat ideału vita contemplativa.

## Okoliczności powstania
Na początku lat 80. XVIII w., u progu wielkiej kariery w Madrycie, Goya zawarł znajomość z Jovellanosem, oświeceniowym politykiem i literatem o ugruntowanej pozycji na królewskim dworze. Namalował wtedy Portret Gaspara Melchora de Jovellanosa na tle wybrzeża Gijón, nawiązujący do licznych sukcesów w karierze polityka. W przeciągu kolejnych lat Jovellanos stał się mecenasem, protektorem i kolekcjonerem dzieł Goi. Mimo znacznych różnic klasowych łączyła ich przyjaźń, a także uwielbienie dla dzieł Velázqueza. Dobra passa Jovellanosa została przerwana w okresie rewolucji francuskiej, kiedy został zesłany do rodzinnego Gijón za propagowanie idei oświeceniowych, takich jak reforma rolnictwa i wolna gospodarka. Po upadku Manuela Godoya zrehabilitowany wrócił do Madrytu w 1797, aby objąć urząd ministra sprawiedliwości.
Dla Goi dekada lat 90. była trudnym okresem w życiu osobistym i zawodowym. Wciąż dochodził do zdrowia po przebytej ciężkiej chorobie, która na zawsze pozostawiła go głuchym. Starał się przekonać madryckie kręgi artystyczne, że choroba nie osłabiła jego zdolności malarskich, gdyż plotki o jego ułomności mogły poważnie zaszkodzić dalszej karierze. Jovellanos przyszedł mu z pomocą – dzięki jego decyzji w 1798 Goya otrzymał zlecenie na freski w kościele San Antonio de la Florida w Madrycie. W tym samym roku Goya namalował portret Jovellanosa w dowód wdzięczności i aby upamiętnić otrzymane przez niego stanowisko ministra. Korespondencja malarza z Martínem Zapaterem świadczy o tym, że w marcu 1798 Goya przebywał w pałacu w Aranjuez, letniej rezydencji królewskiej, gdzie Jovellanos przyjął go na kolacji. Możliwe, że ustalili wtedy koncept obrazu i Goya rozpoczął pracę nad nim. Wiedząc o trudnej sytuacji malarza Jovellanos nie przyjął obrazu jako prezentu, ale zapłacił Goi wysoką cenę 6000 reali de vellón. Zamówił także portret Francisca de Saavedry, swojego przyjaciela.
W drugiej połowie 1798 forsowane przez Jovellanosa jansenistyczne reformy polityki religijnej doprowadziły do jego upadku i późniejszego uwięzienia na Majorce.

## Opis obrazu
Jovellanos został przedstawiony w czasie pracy, pochylony w zamyśleniu nad biurkiem pełnym dokumentów i książek. Jego poza jest swobodna i elegancka. Twarz doskonale oddaje jego inteligencję, spokojny i pogodny charakter. Strój jest prosty, pozbawiony orderów i ozdób. Ma na sobie szary kaftan, ciemne spodnie, białą kamizelkę, koszulę i pończochy oraz czarne buty ze srebrnymi klamerkami. Brak modnej w tym czasie peruki, której noszenia Jovellanos odmawiał. Lekkimi pociągnięciami pędzla Goya podkreślił jego kręcone włosy. W ręce trzyma kartkę z inskrypcją Jovellanos / por / Goya (Jovellanos [namalowany] przez Goyę).
Pokój, w którym się znajduje, to prawdopodobnie jedna z komnat Pałacu Królewskiego w Aranjuez o okazałym wystroju. Krzesło wykonane we francuskim stylu jest pozłacane i tapicerowane żółtym jedwabiem. Neoklasyczny stół jest ozdobiony złoconą płaskorzeźbą z motywem baranich czaszek zwieńczonych girlandami. Czaszki te, podobnie jak bukraniony, są symbolem melancholii i vanitas, marności ludzkiego życia. W tle po lewej stronie widać zieloną zasłonę ze złotymi frędzlami. Po prawej stoi brązowy posąg Minerwy, bogini mądrości, sztuki i nauki. Ma ona dostarczyć Jovellanosowi inspiracji do wykonywania ministerialnych obowiązków. Bogini zdaje się wyciągać do bohatera prawą rękę w opiekuńczym geście, podczas gdy jej lewa ręka spoczywa na tarczy z herbem Real Instituto Asturiano de Náutica y Mineralogía, który powstał z inicjatywy Jovellanosa.

## Interpretacja

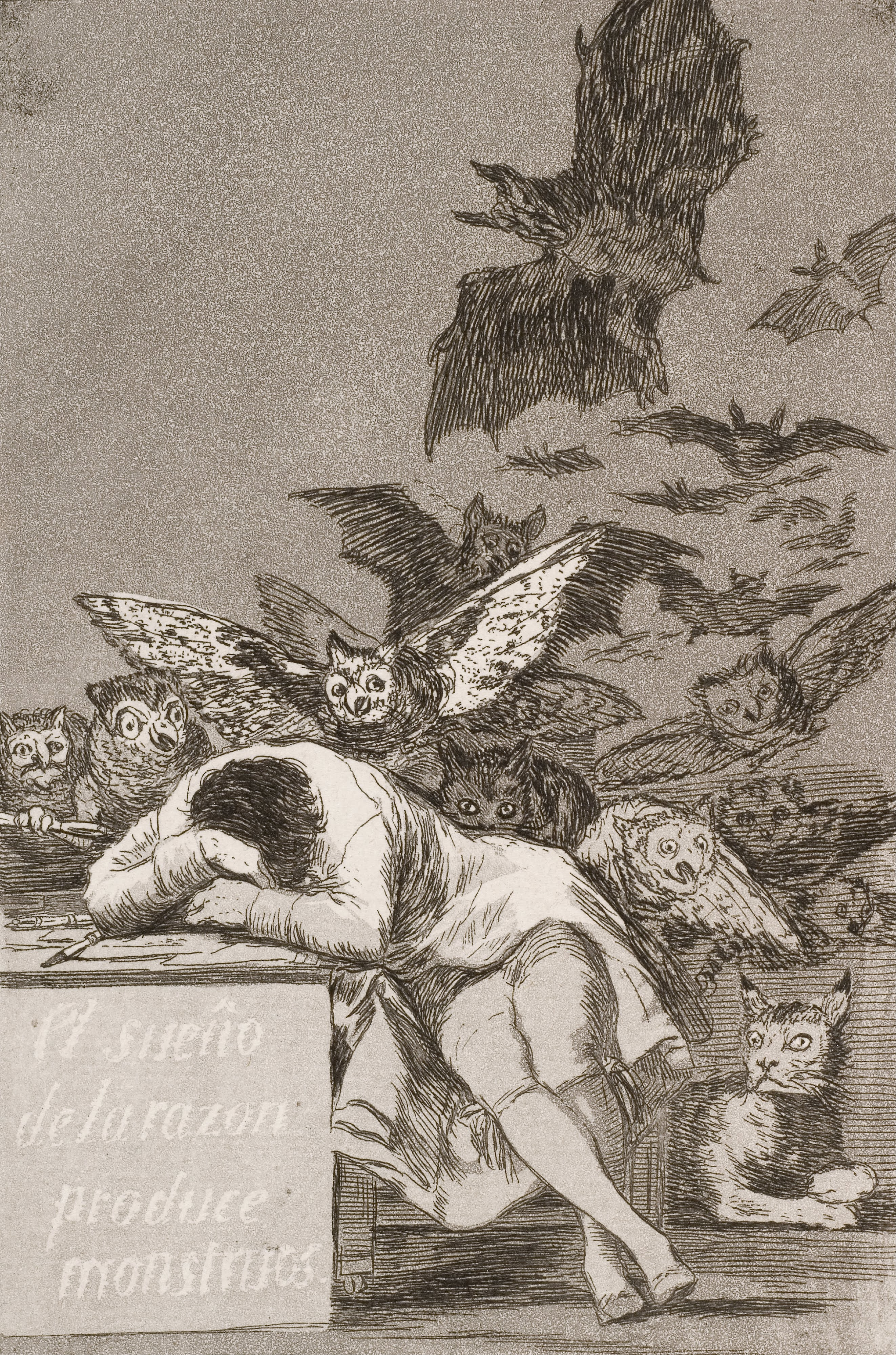
Kaprys nr 43. Gdy rozum śpi, budzą się demony

Jovellanos spogląda wprost na widza, tak jakby ten właśnie przerwał mu pracę w chwili głębokiej refleksji. Melancholijny stan ducha był tradycyjnie przypisywany artystom i myślicielom, symbolizował natchnienie i kreatywne myślenie. Jovellanos jako arkadyjski poeta otrzymał przydomek „melancholika” w wierszu Juana Meléndeza Valdésa napisanym ku jego czci. Goya nadaje Jovellanosowi melancholijny charakter, aby podkreślić jego inteligencję i wiedzę.
Poza modela może nawiązywać do kilku starszych rycin, m.in. do miedziorytu Melancholia I Albrechta Dürera z 1514 lub ryciny Śniący Quevedo (frontyspis dzieła Sny Quevedy) z 1699, na której poeta śpi, siedząc przy stole, z głową opartą na ramieniu. Także frontyspis Filozofii J.J. Rousseau wydanej w 1793 zawierał podobną rycinę J. B. D. Duprée na podstawie rysunku Charles’a Monneta.
Ideologia Jovellanosa miała istotny wpływ na Goyę, co przejawia się w dużym stopniu w jego satyrycznych rycinach. Goya wykorzystał podobną pozę na współczesnej portretowi rycinie nr 43 Gdy rozum śpi, budzą się demony z serii Kaprysy, która pierwotnie też miała służyć jako okładka serii. Rycina ta jest uważana za autoportret malarza. Zarówno Jovellanos na olejnym portrecie, jak i Goya na rycinie opierają się o stół, na którym widać papiery i pióra – przedmioty związane z pracą ludzi oświecenia. Dzieła łączy także motyw Minerwy – na obrazie wykonuje opiekuńczy gest w kierunku polityka, a na rycinie sowa, symbol bogini, podaje malarzowi pióro. Zrezygnowana poza obu bohaterów jest symbolem głębokiej melancholii artystów – malarza Goi i poety Jovellanosa.
Porównując portrety oświeceniowych polityków Jovellanosa i Saavedry, które Goya namalował w tym samym roku, można zauważyć podobieństwa w kompozycji, a także istotne różnice w przedstawieniu postaci. Obaj siedzą przy biurku z dokumentami, zwróceni w prawą stronę. Jovellanos jest zamyślony, siedzi przy zdobionym stole i refleksyjnie spogląda na widza. Saavedra przy przenośnym, składanym biurku zdaje się zwracać do kogoś znajdującego się poza kadrem, sprawia wrażenie, że właśnie podjął decyzję i wstanie gotowy do działania. Portret Jovellanosa to paradygmat vita contemplativa, podczas gdy Saavedra reprezentuje vita activa. Saavedra miał przezwisko Gitano – Cygan, prawdopodobnie ze względu na ciemną karnację. Jovellanos był nazywany Dómine – w znaczeniu Mistrz lub Pan, być może ze względu na jasną karnację i szlachetne rysy twarzy.

## Technika
Goya zastosował inspirowane Velázquezem szybkie pociągnięcia pędzlem widoczne zwłaszcza na meblach. Jednocześnie potrafił doskonale oddać teksturę tkanin – aksamitny kaftan i jedwabne pończochy. Powaga i uroczystość w ogólnym wykończeniu obrazu ujawniają wpływ Mengsa. Xavier Salas uznaje portret za szczytowe dzieło Goi ze względu na harmonię i bogactwo barw. Paleta kolorów użyta przez Goyę przypomina obrazy Velázqueza, ze względu na połączenie zieleni, szarości i złota.
Malarz kilka lat wcześniej użył podobnej kompozycji w znacznie mniej udanym Portrecie hrabiego de Altamira. Tym razem układ jest spójny, postać Jovellanosa harmonijnie wpisuje się pomiędzy głównymi elementami kompozycji: tworzącym poziomą oś stołem, oparciem krzesła i pionową figurą Minerwy.

## Proweniencja
Obraz należał do Jovellanosa, został przez niego opłacony 19 lipca 1798. W 1802 polityk zapisał go w testamencie swojemu przyjacielowi Juanowi José Arias de Saavedra. Portret pozostał w rodzinie Saavedry przez kilka pokoleń, ostatnim właścicielem był Antonio Botija, który w 1877 złożył Muzeum Prado ofertę sprzedaży. Muzeum nie zakupiło obrazu ze względu na brak aprobaty ze strony Królewskiej Akademii Sztuk Pięknych św. Ferdynanda. Akademia wydała opinię, w której argumentowała, że Prado posiada już wiele obrazów Goi wysokiej jakości, a portret Jovellanosa nie należy do najbardziej udanych. W tym samym roku obraz nabył madrycki antykwariusz Mariano Santamaría. W 1916 obraz znalazł się w kolekcji książąt de las Torres, a w 1921 w kolekcji wicehrabiny de Irueste, która wystawiła go na Salonie Paryskim w latach 1961–1962. W 1974 został nabyty od spadkobierców wicehrabiny przez hiszpańskie Ministerstwo Edukacji z przeznaczeniem do Prado, za cenę 40,5 miliona peset.